# ЮМЗ Т2.09
ЮМЗ Т2.09 — модель тролейбуса, що виготовлялася на «Південмаші» у місті Дніпро. Перші екземпляри створені у 1998 році. Спочатку були спроєктовані для експлуатації у гірській місцевості із складним рельєфом. ЮМЗ Т2.09 можуть бути модифіковані для використання на міських маршрутах.

## Історія
У листопаді 1994 року — розроблений ескізний проєкт тролейбусу ЮМЗ Т2.09 для експлуатації в Криму на трассі Сімферополь — Ялта.

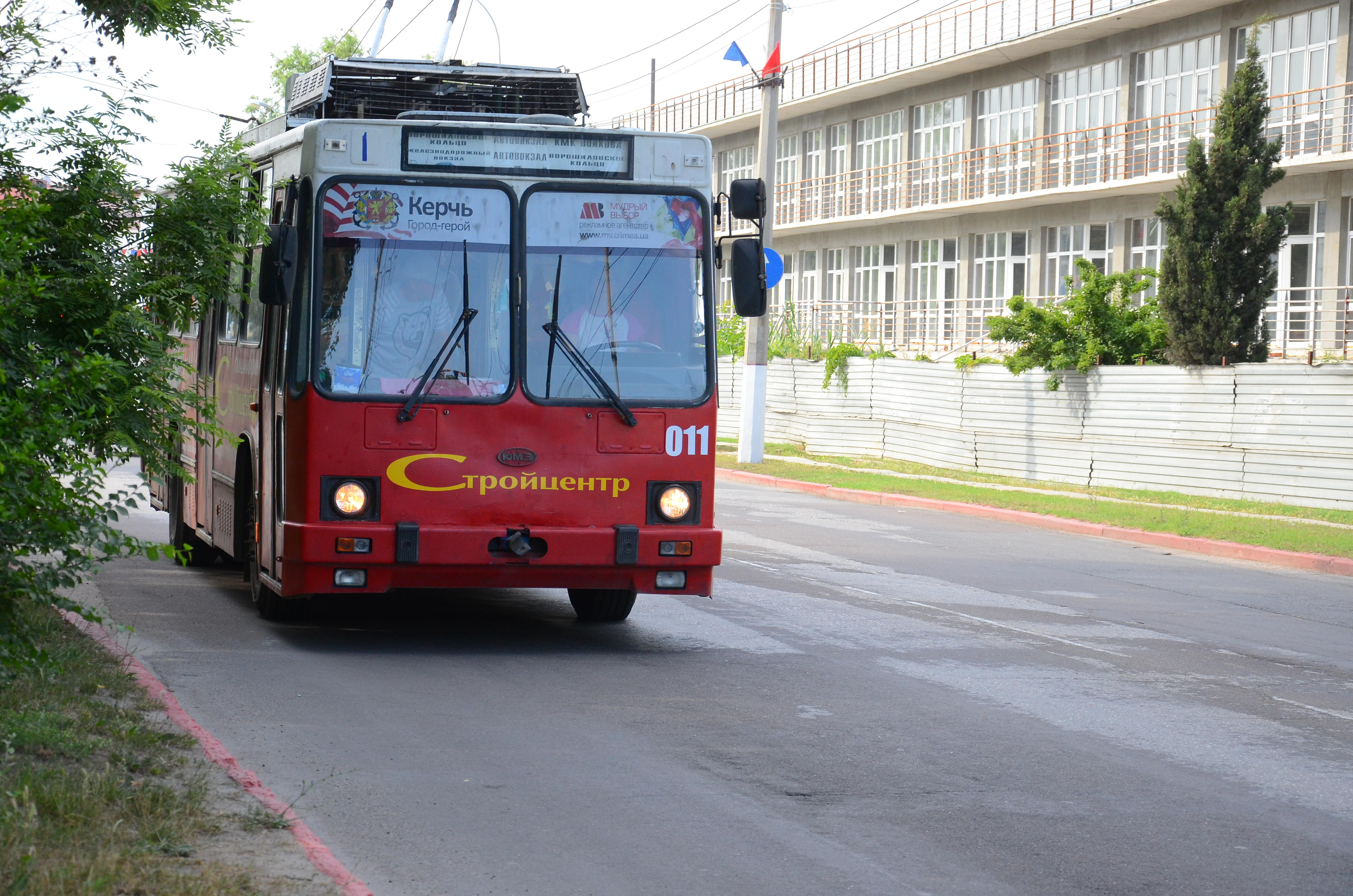
ЮМЗ Т2.09 у Керчі

У лютому 1998 року отримані сертифікати відповідності системи УКРСЕПРО на тролейбуси ЮМЗ Т2 та ЮМЗ Т2.09.
У березні 1998 року Держкомісією виданий висновок про допуск тролейбуса ЮМЗ Т2.09 до серійного виготовлення на «Південному машинобудівному заводі» за документацією Державногт конструкторського бюро «Південне» імені М. К. Янгеля.
У вересні 2004 року до міста Керч надійшли перші 10 тролейбусів моделі ЮМЗ Т2.09 для обслуговування новозбудованої тролейбусної мережі.
Тролейбуси випускалися до 2007 року. Незважаючи на їх невеликий вік, 2 машини (у Сімферополі) вже списані, а ще 2 — у неробочому стані.

## Розподіл по містах
| Експлуатація тролейбусів ЮМЗ Т2.09 | Експлуатація тролейбусів ЮМЗ Т2.09 | Експлуатація тролейбусів ЮМЗ Т2.09 | Експлуатація тролейбусів ЮМЗ Т2.09                                     |
| Міста                              | Кількість                          | Роки випуску                       | Примітки                                                               |
| ---------------------------------- | ---------------------------------- | ---------------------------------- | ---------------------------------------------------------------------- |
| Керч                               | 11                                 | 2004, 2007                         | У вересні 2023 року всі 11 тролейбусів відсторонені від експлуатації   |
| Сімферополь                        | 4                                  | 1995, 1998, 1999, 2003             | [ 2 ]                                                                  |
| Сіверськодонецьк                   | 1                                  | 2006                               | Пошкоджений у 2023 році внаслідок бойових дій, відновленню не підлягає |
| Всього:                            | 16                                 |                                    |                                                                        |